# 渡辺茂樹
渡辺 茂樹（わたなべ しげき、1951年2月10日 - 2014年3月15日）は、神奈川県川崎市生まれのキーボーディスト、音楽プロデューサー。 ザ・ドリフターズの加藤茶は従叔父（母親の従兄弟）に当たる。

## 人物・来歴
祖父は平茂夫（ジャズピアニスト）、母親は1954年に「東京ワルツ」を歌った歌手で後にピアノ教師となる千代田照子、弟は渡辺直樹、妹は南翔子という音楽一家に生まれる。
川崎市立住吉中学校 ⇒ 東洋音楽大学付属高等学校（現在の東京音楽大学付属高等学校）中退
高校2年生（16歳）であった1967年12月に「ザ・ワイルドワンズ」に加入し、電子オルガンとフルートを担当し、チャッピーの愛称で人気が急上昇した。1971年秋、ザ・ワイルドワンズ解散後は陳信輝、大口広司と共にバンド「オレンジ」を結成し、「ロックンロールサーカス」というバンドにも加入した。1974年、スペクトラムの前身バンド「ミュージック・メイツ・プレイヤーズ」を結成した。キャンディーズのバックバンドとして、作曲・編曲でも活躍した。1990年代にアミューズの大所帯ボーカルグループ「エンジェルス」のプロデュースも担当した。「タイガース・メモリアル・クラブ・バンド」にも参加し、スーパー・グループ・サウンズとして自身の渡辺茂樹バンドを率いて活動した。2006年に1981年の再結成時には参加を見送ったザ・ワイルド・ワンズのライブに参加するなど自身の音楽活動もスケジュールの許す範囲内で続け、若手音楽家・ボーカリストの育成を中心とした活動を行った。2014年3月15日に死去した。63歳没。

## 主な作品
- 石川ひとみ「秋が燃える」「夢番地一丁目」（編曲）
- 岡林信康「Gの祈り」（編曲）
- 尾崎紀世彦「365回目の恋」（編曲）
- サリー&シロー「愛の意識」（作編曲）
- キャンディーズ「つばさ」（作曲）
- 子門真人「ゴジラのお嫁さん」「ロックロックゴジラ」（編曲）
- スラップスティック「SLAP MEMORIES」「男達の伝説」「夜は走る」「横浜」「青春浪漫」（編曲）
- トライアングル「冬が近い」（編曲）
- レイジー「ベイビー・アイ・メイク・ア・モーション」（編曲）

- ザ・ワイルドワンズ「この街のどこかに」（作曲）
- ザ・ワイルドワンズ'91「風に吹かれて」（編曲）など

## 主な音楽担当作品
- テレビドラマ『服部半蔵 影の軍団』シリーズ（1980年 - 1985年、フジテレビ系）
- 映画『仕掛人梅安』（1981年、東映）
- クイズ番組『クイズ!!マガジン』（1980年 - 1983年、テレビ朝日）

## 参加バンド
- ザ・ワイルドワンズ
- オレンジ
- ロックンロールサーカス
- ミュージック・メイツ・プレイヤーズ
- タイガース・メモリアル・クラブ・バンド
- スーパー・グループ・サウンズ

## ディスコグラフィ

### ザ･ワイルドワンズ在籍時
シングル
- バラの恋人
- 花のヤング･タウン
- 青い果実
- 赤い靴のマリア
- 昨日に逢いたい
- あの頃
- 想い出は心の友
- 若草萌える頃
- いいのかな
- オー･ビューティフル･ディ!
- 霧の中の少女
- 想い出の渚'71
- 美しすぎた夏

アルバム
- バラの恋人/ザ･ワイルド･ワンズ　アルバム　第3集
- リサイタル'68
- ワイルド･ワンズの世界
- ファイブ/ワイルド･ワンズ愛をいたう
- リサイタル'69
- きかなくてもいいのかな
- アンコール

その他CD
- サヨナラ日劇ウエスタン･カーニバル（ザ･ワイルド･ワンズ）

DVD
- 加瀬邦彦&ザ･ワイルドワンズ in 武道館

### タイガース・メモリアル・クラブバンド在籍時
シングル
- 君よ女神のままに
- ブルー・シャトゥを君だけに/G.Sが好きさ好きさ好きさ
- OH OH OH 〜We are the Winners〜

アルバム
- タイガース・メモリアル・クラブ・バンド Ⅱ「ぼくと、ぼくらの夏」

ビデオ
- 懐かしきラブ･ソング

### スーパー・グループ・サウンズ
4曲入りCD
- ハロー・エヴリバディー